# Аустерхаут, Джон
Джон Аустерхаут (Оустерхаут, Остераут, англ. John Ousterhout, род. 15 октября 1954 года) — американский учёный в области информатики, профессор Калифорнийского университета в Беркли, один из активных исследователей и пропагандистов прикладного значения языков сценариев в программировании, создатель языков Tcl и Tk. Председатель совета директоров компании Electric Cloud.
Степень бакалавра физики получил в Йейльском университете, докторскую степень по информатике — в Университете Карнеги — Меллона. Во время пребывания в должности профессора информатики Калифорнийского университета в Беркли
 создал скриптовый язык Tcl (один из трёх известнейших в мире, наряду с Perl и Python) и платформо‐независимую графическую библиотеку Tk (применяется в большинстве проектов Открытого программного обеспечения, GNU, Tcl, Perl и Python)
.
Также руководил исследовательской группой, которая спроектировала экспериментальную операционную систему Sprite и её журнально‐структурированную файловую систему LFS. Оустерхаут является также первоначальным автором САПР СБИС Magic. Награждён Премией имени Грейс Хоппер в 1987 году и в 1994 году избран действительным членом Ассоциации вычислительной техники.
В 1997 году перешёл из Университета Беркли в фирму Sun Microsystems, где набрал команду для разработки Tcl. В январе 1998 года ушёл из Sun и стал соучредителем компании Scriptics (позднее переименованной в Ajuba Solutions), занявшейся созданием профессиональных инструментов для разработки на Tcl, при этом большая часть его команды последовала за ним из Sun. Ajuba Solutions была куплена компанией Interwoven в октябре 2000 года.
Затем основал и возглавил компанию Electric Cloud, которая занимается программным обеспечением для управления жизненным циклом приложений (англ. Application Lifecycle Management).
Автор исторически важной для всех сценарных языков статьи «Сценарии: высокоуровневое программирование для XXI века», объясняющей роль и место этих языков в общей картине языков программирования их необходимость для полноценной разработки программ и комплементарность к системным языкам.
Лауреат награды Software System Award Ассоциации вычислительной техники.

## Проблемы со здоровьем
Начиная с 1995 года страдает встречающимся среди некоторых программистов синдромом запястного канала, причём, по его собственному утверждению, состояние, несмотря на длительное лечение, только ухудшается.